# Бюст И. Н. Ульянова (Ульяновск)
Бюст И. Н. Ульянова — памятник Илье Николаевичу Ульянову в городе Ульяновск. Памятник монументального искусства федерального значения.

## История
Бюст установлен к 140-летию со дня рождения И. Н. Ульянову, в историческом центре, на бульваре Новый Венец, у главного корпуса Ульяновского педагогического университета им. И. Н. Ульянова, был торжественно открыт в 1971 году.

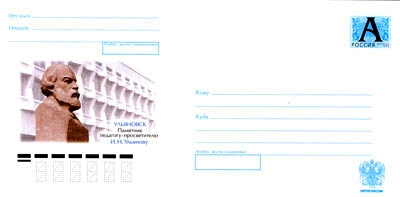
ХМК РФ, 2006. Ульяновск. Памятник педагогу-просветителю И. Н. Ульянову.

В 2006 году вышел ХМК РФ. «Ульяновск. Памятник педагогу-просветителю И. Н. Ульянову».

## Описание
Памятник связан с увековечиванием памяти И. Н. Ульянова (1831—1886), отца В. И. Ленина (1870—1924), выдающегося педагога-просветителя, директора народных училищ Симбирской губернии. Памятник установлен 26 июля 1971 г. Ориентирован лицевой стороной на восток. Авторы памятника — ульяновский скульптор А. И. Клюев, архитектор Н. Н. Медведев. На высоком вертикальном пьедестале из розового гранита установлен бюст педагога. Общая высота сооружения 3,84 м. На лицевой грани, вырезанная надпись: «И. Ульянов», представляет собой факсимиле подписи И. Н. Ульянова.
Бюст И. Н. Ульянова является объектом культурного наследия федерального значения на основании постановления Совета Министров РСФСР от 04.12.1974 г. № 624 "О дополнении и частичном изменении Постановления Совета Министров РСФСР от 30 августа 1960 г. № 1327 «О дальнейшем улучшении дела охраны памятников культуры в РСФСР». Приказом Министерства культуры Российской Федерации от 15.10.2015 г. № 9364-р данный объект культурного наследия зарегистрирован в едином государственном реестре объектов культурного наследия (памятников истории и культуры) народов Российской Федерации с № 731510252710006.

## Галерея

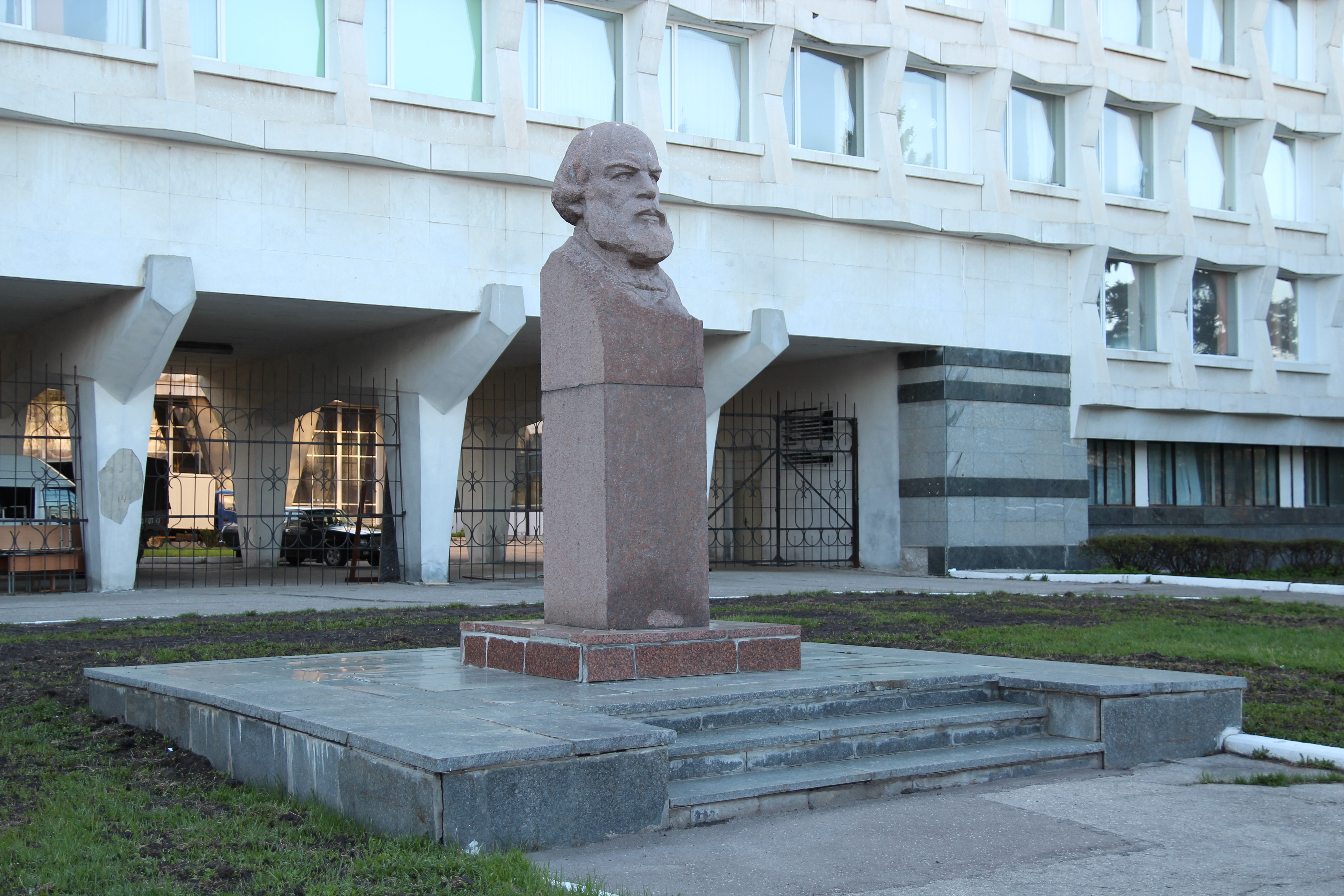
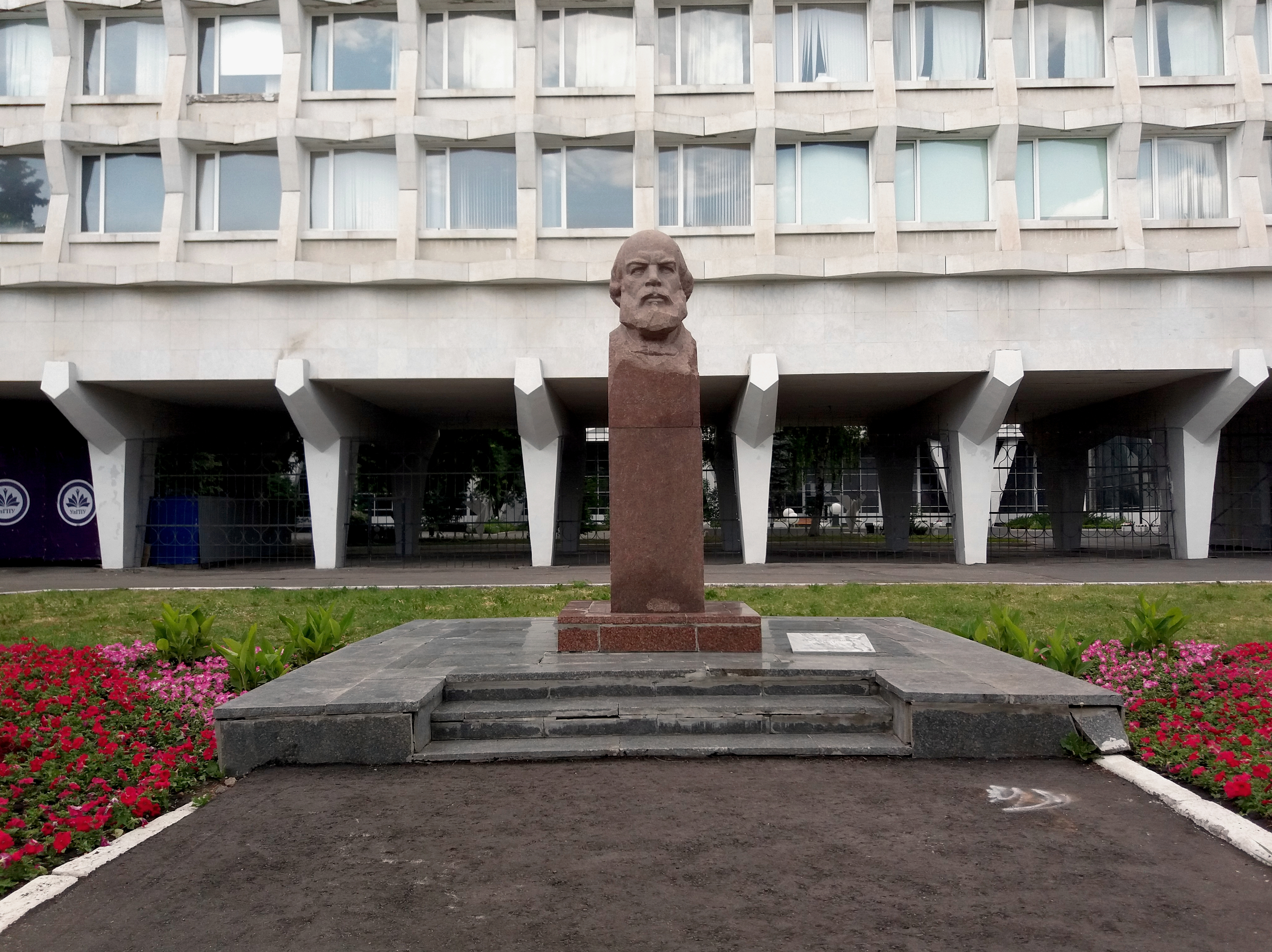